# Agallia striolaris
Agallia striolaris är en insektsart som beskrevs av Butler 1877. Agallia striolaris ingår i släktet Agallia och familjen dvärgstritar. Inga underarter finns listade i Catalogue of Life.